# لایم قدیمی (کنتیکت)
لایم قدیمی (به انگلیسی: Old Lyme) یک منطقهٔ مسکونی در ایالات متحده آمریکا است که در کنتیکت واقع شده‌است.
 لایم قدیمی ۷۴٫۶ کیلومتر مربع مساحت و ۷٬۶۰۳ نفر جمعیت دارد و ۶ متر بالاتر از سطح دریا واقع شده‌است.